# Поліцейський офіцер громади

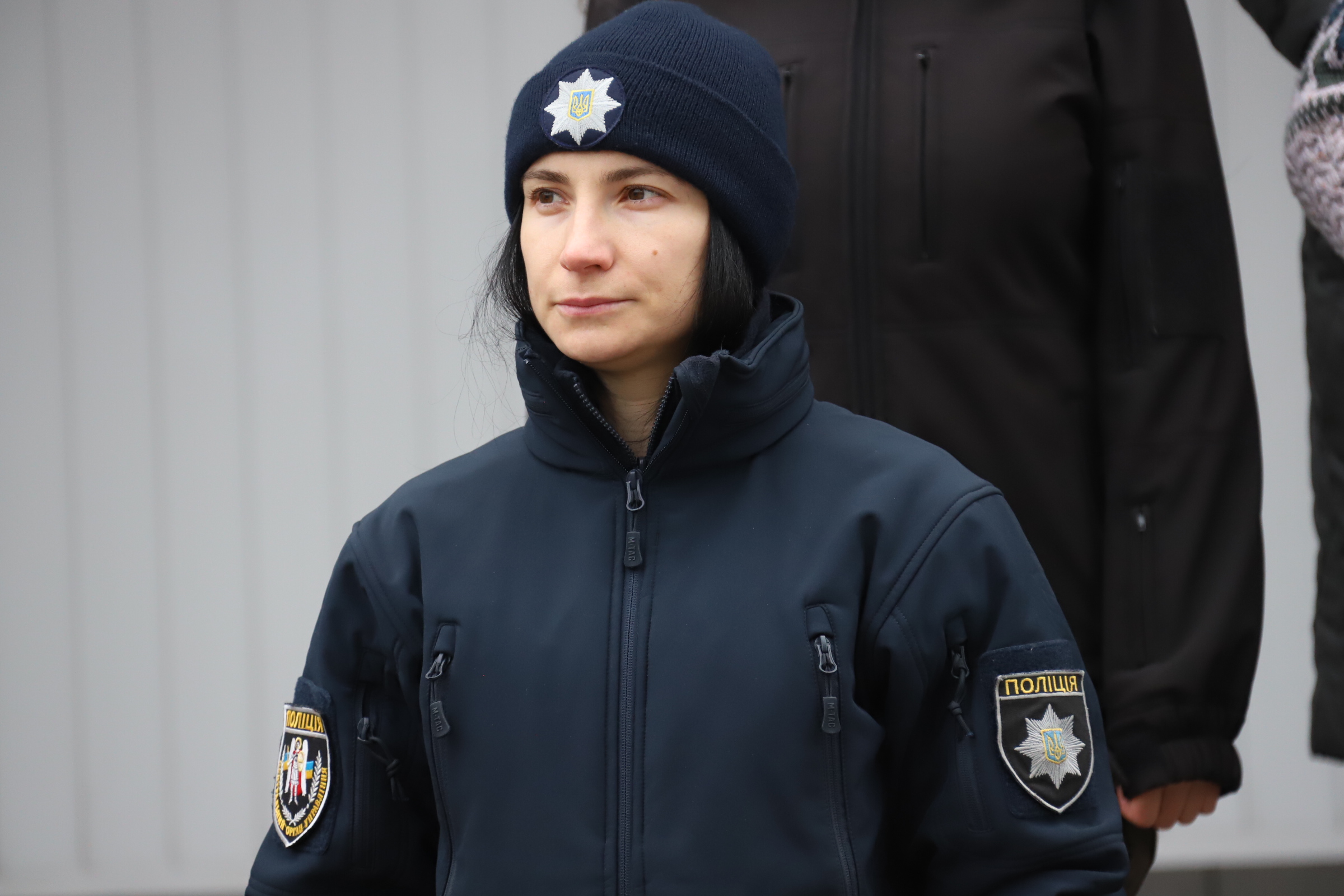
Бреславська Майя Євгенівна — очільниця поліцейських офіцерів громад України, начальниця управління взаємодії з громадами Департаменту превентивної діяльності Національної поліції України, майор поліції

Поліцейський офіцер громади (ПОГ) — це офіцер Національної поліції України, який живе та працює у певній територіальній громаді. Його головні завдання — забезпечувати порядок і запобігати правопорушенням і злочинам у межах своєї територіальної громади.
Проєкт «Поліцейський офіцер громади» був ініційований керівництвом Національної поліції у 2018 році та підтриманий Кабінетом міністрів, Міністерством внутрішніх справ та міжнародними донорами.[джерело?] Проєкт офіційно стартував 28 травня 2019 року, коли 34 поліцейських офіцерів громади розпочали службу в 22-х об'єднаних територіальних громадах Дніпропетровської області.
Станом на грудень 2023 року у 23 областях України несуть службу 1476 поліцейських офіцерів громад. У проєкті беруть участь 766 територіальних громад із існуючих 1412-ти. Відповідно, покриття території проєктом складає 54%.
Проєкт є частиною ширшої міжнародної практики під назвою «community policing». Тісна співпраця поліцейських з громадянами активно практикується в США, Великій Британії, Франції та інших країнах.[джерело?]
Очолює підрозділи взаємодії з громадами майор поліції Бреславська Майя Євгенівна[джерело?].

## Завдання
Основна мета проєкту «Поліцейський офіцер громади» — забезпечити кожну територіальну громаду України фаховим офіцером, який стане невіддільною її частиною:
- братиме активну участь в житті своєї громади;
- особисто налагодить контакт з кожним її мешканцем;
- проводитиме профілактичну роботу серед місцевого населення (тематичні зустрічі, виступи в школах, спільні ініціативи тощо);
- тісно співпрацюватиме з жителями;
- допомагатиме вирішувати конфліктні ситуації;
- контролюватиме дотримання фізичними та юридичними особами правил та порядку зберігання і використання зброї;
- боротиметься з рейдерством і браконьєрством;
- забезпечуватиме порядок та безпеку на території своєї громади.[5]

## Конкурсний відбір
Поліцейські офіцери громади не тільки працюють в конкретній ТГ, але й переважно там живуть, а отже є частиною громади.
Офіцерів для ТГ вибирає комісія, до складу якої входять як представники Національної поліції України, так і керівництво тієї громади, в якій офіцер житиме та працюватиме. Як наслідок, про свою роботу поліцейські офіцери звітують не лише перед керівництвом Національної поліції, а й перед головами своїх громад.
Стати поліцейськими офіцерами громади можуть тільки чинні поліцейські. Серед усіх, хто заповнить анкету, проводять три етапи відбору. На першому, – тестуванні – оцінюватимуть загальні навички кандидатів (рівень логічного та аналітичного мислення), знання законодавства, а також психологічний тест на інтегративність. На другому – спеціальна комісія з представників Національної поліції України та представників громад проводить з кандидатами особисті інтерв'ю. Для того, щоб отримати цю посаду потрібно успішно пройти опитування на поліграфі, – це третій етап відбору. 
Під час конкурсу на посаду враховуються не тільки професійні якості, а й мотивація, доброчесність, самостійність, відповідальність та комунікабельність. 

## Навчання
Курс за спеціалізацією «Поліцейський офіцер громади» триває 75 днів. Передбачає опанування 20 навчальних дисциплін, які розробили українські та міжнародні експерти з правоохоронної діяльності. Набуті знання та навички відпрацьовують у змодельованих ситуаціях у безпечному навчальному середовищі із залученням інструкторів з тактичної, домедичної підготовки та юридичного напряму. Характерним є те, що інструкторами виступають у тому числі діючі поліцейські офіцери громад. На власному досвіді колеги пояснюють як інтегрувати нові знання і вміння у службову діяльність. Тільки той, хто успішно складе екзамен отримає сертифікат та приступить до служби на обраній територіальній громаді.

## Особливості спорядження

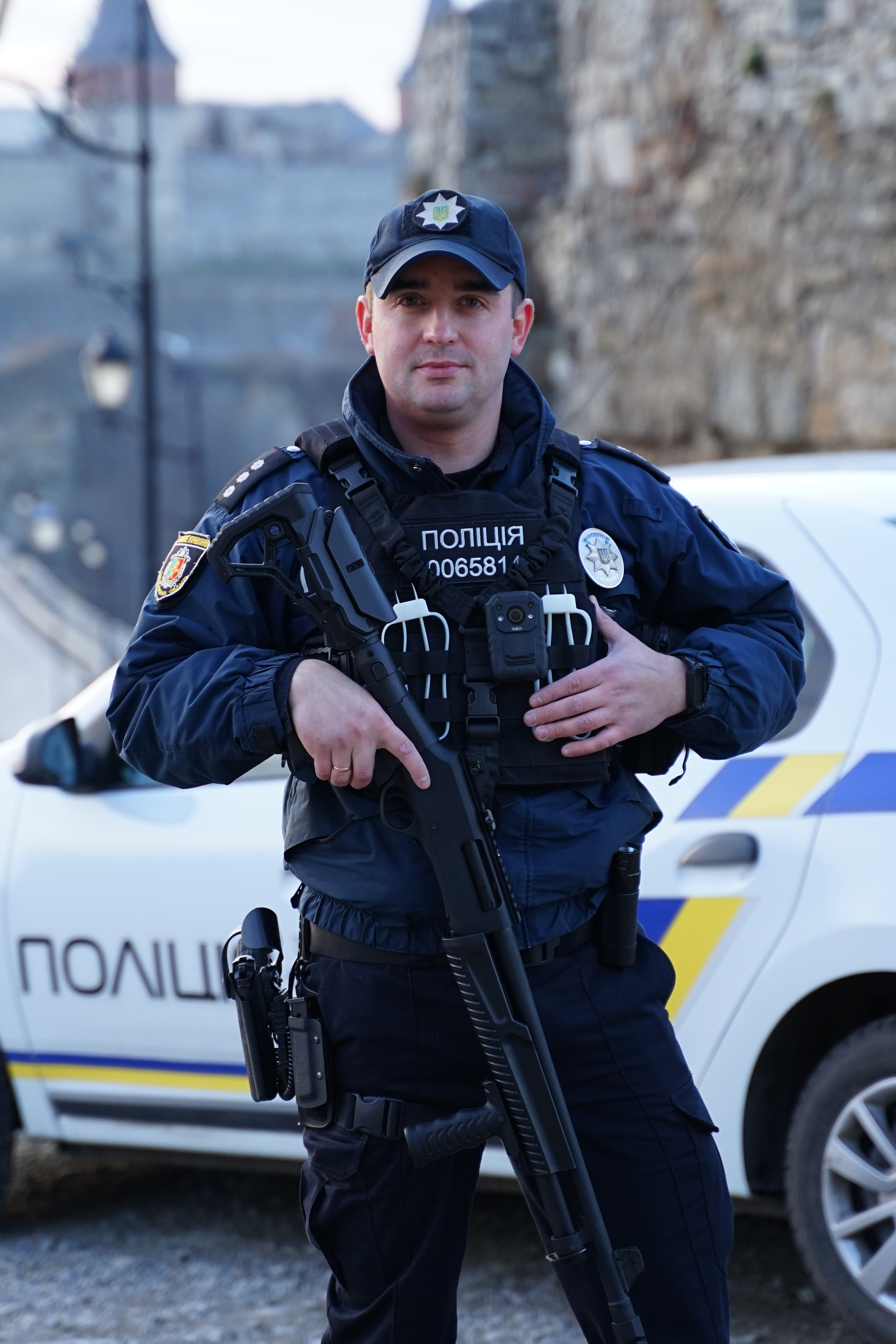
ПОГ Кам'янець-Подільської міської територіальної громади в екіпіровці

Окрім звичних спеціальних засобів, поліцейські офіцери громад мають унікальне спорядження: помпову рушницю, пошуковий ліхтар, гідравлічні ножиці, бензопилу.
ПОГ обслуговує переважно сільську місцевість. Розташування населених пунктів територіальних громад характеризуються досить великими відстанями та специфікою місцевостей. Тому, специфічне обладнання та службовий автомобіль типу кросовер дає можливість бути мобільним, забезпечити вчасну допомогу і якісні поліцейські послуги.